# Удо Юргенс
У̀до Ю̀ргенс (на немски: Udo Jürgens), сценичен псевдоним на Ю̀рген У̀до Бо̀келман (Jürgen Udo Bockelmann), от юли 2010 г. – У̀до Ю̀ргенс Бо̀келман (Udo Jürgens Bockelmann) (30 септември 1934 г. в Клагенфурт, Австрия – 21 декември 2014 г. в Мюнстерлинген, Швейцария), е австрийски певец, композитор и пианист.
С кариера, продължила над 60 години, и с над 100 милиона продадени копия на албумите си Юргенс е сред най-успешните музиканти в немскоезичния свят. Участва три поредни пъти на песенния конкурс „Евровизия“, представяйки Австрия: за първи път – през 1964 г. с песента Warum nur, warum? („Защо, защо?“), с която се класира на 6-о място; за втори път – през 1965 г. с песента Sag ihr, ich lass' sie grüßen („Кажи ѝ, че я поздравявам“), с която се класира на 4-то място, и за трети път – през 1966 г. с Merci, chérie („Благодаря ти, скъпа“), с която се класира на 1-во място и носи първата победа на Австрия в конкурса. Творчеството му е предимно на немски език, но освен на него има записани и издадени песни и албуми на английски, както и на други езици.
От 2007 г. до смъртта си освен австрийско притежава и швейцарско гражданство.
Умира от сърдечна недостатъчност на 80-годишна възраст на 21 декември 2014 г. по време на разходка.

## Биография

### Семейство и ранни години
Удо Юргенс е роден в семейството на германци в Клагенфурт, Австрия. Баща му, Рудолф (1904 – 1984), е роден в Москва в семейството на банковия директор Хайнрих Бокелман. Когато избухва Първата световна война, Рудолф заминава с родителите си със самолет за неутралната по това време Швеция. Майка на Удо, Кете (1908 – 1988), е родом от Прасдорф във федералната провинция Шлезвиг-Холщайн. След войната семейството се установява в замъка „Отманах“ в австрийската провинция Каринтия, който дядото на Юргенс завещава на петимата си синове. От 1938 до 1945 г., както и от 1954 до 1958 г. баща му е кмет на община Отманах. Роднина от майчина страна е дадаистът Ханс Арп. Братът на певеца е художникът Манфред Бокелман, на когото посвещава песента си Mein Bruder ist ein Maler („Брат ми е художник“).

## Дискография

### Студийни албуми
| - 1965 – Portrait in Musik (заедно с Франсоаз Арди) - 1966 – Françoise und Udo (заедно с Франсоаз Арди) - 1967 – Was ich dir sagen will - 1967 – Portrait in Musik II - 1967 – International - 1967 – Chansons - 1968 – Udo Jürgens - 1968 – Mein Lied für dich - 1968 – Udo - 1969 – Portrait International - 1969 – Udo '70 - 1970 – Udo '71 - 1971 – Zeig mir den Platz an der Sonne - 1971 – Jonny & Jenny (заедно с Джеймс Крюс) - 1972 – Ich bin wieder da - 1973 – Es ist Zeit für die Liebe - 1973 – International 2 - 1973 – Jonny & Jenny – Alle Kinder dieser Welt (заедно с Джеймс Крюс) - 1973 – New World of Udo Jürgens - 1974 – Udo heute - 1974 – Meine Lieder - 1975 – Griechischer Wein – Seine neuen Lieder - 1975 – Griechischer Wein - 1975 – Udo '75 – Ein neuer Morgen - 1976 – Meine Lieder 2 | - 1977 – Meine Lieder '77 - 1977 – Lieder, die auf Reisen gehen - 1978 – Buenos días, Argentina (заедно с националния отбор по футбол на Германия) - 1978 – Nur ein Lächeln - 1979 – Die Blumen blüh'n überall gleich - 1979 – Udo '80 - 1981 – Willkommen in meinem Leben - 1981 – Leave a Little Love - 1982 – Silberstreifen - 1983 – Traumtänzer - 1984 – Hautnah - 1985 – Treibjagd - 1986 – Deinetwegen - 1988 – Das blaue Album - 1989 – Ohne Maske - 1990 – Sempre Roma - 1991 – Geradeaus! - 1993 – Café Größenwahn - 1995 – Zärtlicher Chaot - 1999 – Ich werde da sein - 2002 – Es lebe das Laster - 2005 – Jetzt oder nie - 2008 – Einfach ich - 2011 – Der ganz normale Wahnsinn - 2014 – Mitten im Leben |